# Alexander Walker Scott
Alexander Walker Scott (Bombay, 10 novembre 1800 – Sydney, 1º novembre 1883) è stato un entomologo australiano interessato principalmente alle farfalle.

## Biografia
Alexander Walker Scott, figlio del dottor Helenus e di Augusta Maria nata Frederick, nacque a Bombay, in India, e fu educato alla Grammar School di Bath e alla Peterhouse di Cambridge, ottenendo il Bachelor of Arts nel 1822 e il Master of Arts nel 1825. Nel 1827 arrivò per la prima volta a Newcastle, nel Nuovo Galles del Sud con l'aspirazione di diventare un mercante. Imprenditore fallito, divenne in seguito una figura di spicco nell'establishment commerciale della regione di Newcastle.
Venne eletto alla nuova Assemblea Legislativa, in rappresentanza del distretto di Northumberland e Hunter dal 1856 al 1859, del Northumberland dal 1858 al 1859 e del Lower Hunter dal 1860 al 1861. Fu un sostenitore del voto segreto e dell'estensione del franchising. Nel 1861 fu nominato al Consiglio Legislativo a vita, ma non vi prese parte e si dimise nel 1866.
Visse ad Ash Island sul fiume Hunter con sua moglie Harriet Calcott, una sarta, e le sue due figlie Harriet (1830–1907) ed Helena Scott (1832–1910), entrambe nate a Sydney. Ad Ash Island le sorelle aiutarono il padre nel suo lavoro entomologico, raccogliendo, preparando ed essiccando esemplari di piante e insetti, e accettarono anche commissioni di pittura, disegno e litografia da naturalisti australiani tra cui Gerard Krefft, William Macleay, Thomas Sutcliffe Mort, Edward Pierson Ramsay, William Woolls e Ferdinand von Mueller.

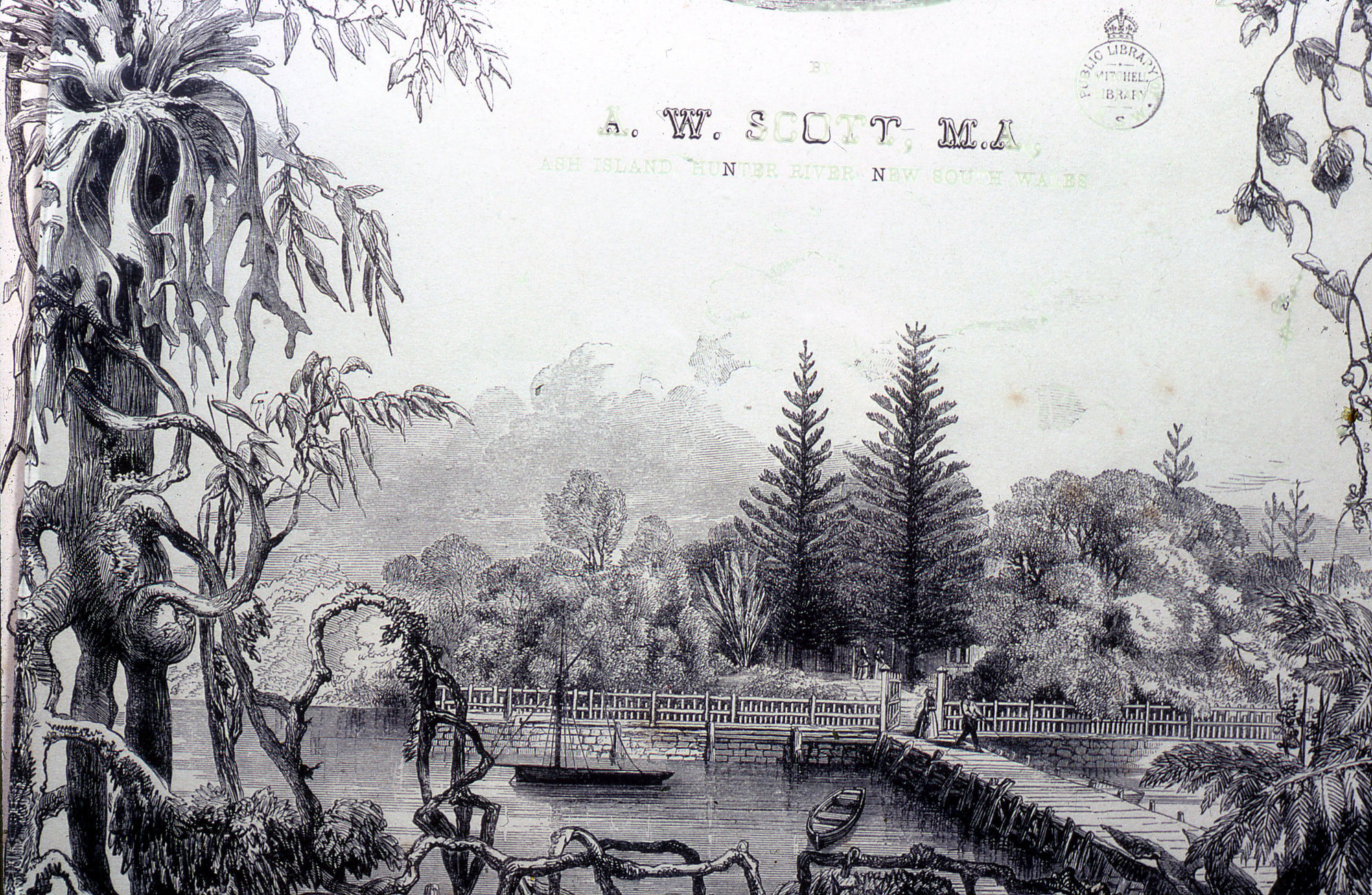
Ash Island (A.W. Scott)

Le sorelle Scott si affermarono con la pubblicazione di Australian lepidoptera and their transformations. Drawn from the life by Harriet and Helena Scott che illustrava gli insetti nelle fasi della metamorfosi, nell'ambiente in cui vivono e si nutrono. Questo lavoro, pubblicato nel 1864, richiese tempo e denaro e la pubblicazione fu ritardata di 12 anni. Sebbene pubblicato a Londra da John van Voorst a nome di Alexander Walker Scott, fu un'opera interamente collaborativa come afferma il frontespizio.
Nel 1842 Scott invitò a soggiornare nella sua casa l'esploratore e artista francese Fredrich Wilhelm Ludwig Leichardt che arrivò il 23 settembre e si trattenne 3-4 giorni.
Alexander Walker Scott fu amministratore dell'Australian Museum dal 1864 al 1866 e di nuovo dal 1867 al 1879. Nel 1862 fu tra i fondatori della Entomological Society of New South Wales, di cui divenne presidente nel 1866 e 1868. Anche le figlie Helena e Harriet ne furono membri, sebbene nel loro caso fosse un titolo onorario. Morì a Paddington, sobborgo orientale di Sydney.
La collezione Scott è conservata all'Australian Museum di Sydney.

## Opere
- Description of an ovo-viviparous moth, belonging to the genus Tinea Trans. Ent. Soc. London 1: 33–36 (1863)
- Australian Lepidoptera and their transformations: drawn from the life. 1. London: John van Voorst [ii]+36 pp., pls 1–9.(1864)
- On the "Agrotis vastator", a species of moth, now infesting the seaboard of New South Wales Trans. Ent. Soc. London 2: 40–48 (1869)
- Mammalia, recent and extinct; an elementary treatise for the use of the public schools of New South Wales (Sydney 1873)
- Australian Lepidoptera and their transformations ... With illustrations drawn from the life, by Harriet Morgan and Helena Forde, etc. (vol. 2 edited and revised by Arthur Sidney Olliff and Helena Forde.) (London; Sydney, 2 vol. John Van Voorst e 1864-90)